# Novecento (Künstlergruppe)
Novecento ist die Bezeichnung einer italienischen Künstlergruppe, die ihre Werke erstmals 1922 in Mailand präsentierte.
Die sieben Künstler waren Mario Sironi, Achille Funi, Leonardo Dudreville, Anselmo Bucci, Gian-Emilio Malerba, Pietro Marussig und Ubaldo Oppi. Die Künstler kamen von verschiedenen Stilrichtungen, was sie verband, war die Abwendung von der Moderne und die Überzeugung in ihren Arbeiten den wahren Geist des 20. Jahrhunderts („Novecento“) zu verkörpern. Ihre Arbeiten sollten als ritorno all’ordine („Rückkehr zur Ordnung“) verstanden werden und orientierten sich an den Sujets des Spätmittelalters und der Renaissance.
Gründerin und Koordinatorin dieser Gruppe war Margherita Sarfatti, Kunstkritikerin, Schriftstellerin und Geliebte von Benito Mussolini. 1924 präsentierten diese Künstler ihre Werke erneut gemeinsam bei der Biennale von Venedig (lediglich Oppi trat getrennt auf). Mit der Gründung des Comitato Dirretivo del Novecento Italiano kam es anschließend zu einer Klärung der gemeinsamen Prinzipien und einer Formulierung der künstlerischen Haltung, die mit Ordnung, Klarheit und Anstand definiert wurde.
1926 wurde unter der Ägide von Sarfatti eine neue, wesentlich größere Ausstellung in Mailand veranstaltet, bei der mit 110 Künstlern die gesamte Palette der italienischen Kunstszene vertreten war, also auch die Futuristen. Das Novecento (ab 1926 Novecento Italiano) wurde, da es verstärkt auch nationalistische Sujets behandelte, von Mussolini und seinem Regime bevorzugt und konnte auch im Ausland beachtliche Erfolge erringen. Als Kunstbewegung teilte sie das Schicksal des Regimes.